# Fernão Lopes
Fernão Lopes (¿Lisboa?, entre 1380 y 1390-¿Lisboa?, c.1460) fue un escriba y cronista oficial del reino de Portugal y el cuarto guardia-mayor de la Torre do Tombo.
Gran parte de su vida se desconoce. De origen probablemente humilde, recibió carta de nobleza debido los servicios prestados a la Corona. Heredero de las tradiciones clásicas, francesas y españolas, se distinguió de sus predecesores por dar gran importancia al análisis crítico de la Historia y por la comprobación documental de los acontecimientos, buscando relatar los hechos tal como ocurrieron, con veracidad y objetividad, expurgando las opiniones parciales, las exageraciones retóricas y las leyendas. También de manera innovadora mostró al pueblo llano como un importante agente de la Historia, minimizando el protagonismo casi exclusivo de los reyes y de la aristocracia. Por ello, es considerado un renovador del género de la crónica histórica, uno de los precursores de la historiografía científica y el fundador de la historiografía portuguesa. Asimismo, poseía un vasto equipaje intelectual, una sensibilidad humanista y un estilo literario novedosamente ágil y envolvente, basado en la oralidad y en el universo popular, sin descartar referencias eruditas, características que hacen de él la figura más importante de la literatura portuguesa medieval. De sus varias obras, apenas se conservan las crónicas de los reyes Pedro I, Fernando I y Juan I de Portugal.

## Biografía
Sobre la vida de Fernão Lopes se sabe muy poco y con pocas certezas. Se cree que nació en la ciudad de Lisboa entre 1380 y 1390 y que recibió educación en el Estudo Geral, a pesar de un probable origen familiar villano y artesano. El registro más antiguo sobre su vida es un documento con fecha de 1418 que atestigua que Fernão Lopes ejercía como escriba del infante Eduardo y guardia-mayor de la Torre del Tombo, cargo de alta confianza que consistía en guardar y conservar los archivos del Estado.  Figura en 1419 como «escriba de los libros» de Juan I de Portugal y ese mismo año el infante Eduardo debió encomendarle la labor de redactar una crónica de los hechos y hazañas de los reyes portugueses. En un albalá de 1422 aparece con la función de escribano de la puridad del infante Fernando.
Poco después de subir al trono en 1433, el rey Eduardo I le concedió una renta vitalicia de catorce mil reales anuales, como recompensa por los servicios prestados y por los que aún prestaría, entre ellos: escribir la crónica de Portugal desde los primeros reyes hasta la época de rey Juan I.  Eduardo I le concedió también una carta de nobleza y el título de vasallo del rey. En 1437 aparece como notario mayor del reino, aunque según Teresa Amado, ya desempeñaba esta función antes de entrar en el servicio de la Corte. Continuó como cronista oficial durante la regencia del infante Pedro y el gobierno del rey Alfonso V.  En 1443 es conminado a terminar la primera parte de la Crónica de D. João I, y en 1448 Alfonso V nombra a Gomes Eanes de Zurara cronista oficial del reino en su lugar, pero al parecer Lopes continuó por algún tiempo trabajando con su sucesor. Permaneció, sin embargo, como guardia mayor del Tombo, como prueba una tenencia otorgada por el rey este año.
En 1454, debido a su avanzada edad, fue jubilado de las funciones de guardia mayor de la Torre do Tombo, siendo sustituido por Zurara. La última información conocida sobre Fernão Lopes da cuenta de que aún vivía en 1459, cuando contestó los derechos de un nieto ilegítimo a su herencia. Su fecha de su muerte es incierta. Según la información que aparece en el prefacio de la Crónica del rey Pedro I, escrito por Luciano Cordeiro, después de dejar la función de guardia mayor, Fernão Lopes vivió aún cinco años más y falleció con unos ochenta años.
Fernão Lopes se casó con una tía de la mujer del zapatero Diogo Afonso, dejando un hijo, Martinho, que fue «físico» (médico) del infante Fernando. Martinho tuvo un hijo bastardo, Nuno Martins.
De las crónicas que escribió sobre la historia de Portugal solo se conservan tres identificadas con seguridad: la Crónica de D. Pedro, la Crónica de D. Fernando y la Crónica de D. João I. La Crónica de 1419, un conjunto de narrativas sobre los siete primeros reyes de Portugal se suele reconocer también como obra suya por la mayoría de los críticos. Mucho más contestada y poco probable es la autoría de la Crónica de D. Afonso IV, de la Crónica de D. Afonso III o de D. Sancho II y de la Crónica del Conde D. Henrique. Por su parte, su autoría de la Crónica del Condestável, que fue defendida durante algún tiempo, hoy está completamente desacreditada.

## Contexto histórico

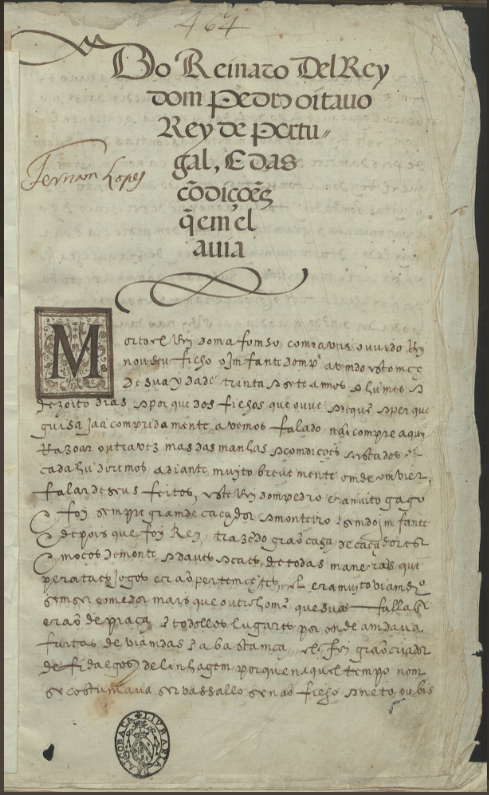
Primera página de una copia manuscrita de las Crónicas de Don Pedro I, Don Fernando y Don João I.

Fernão Lopes se forma en un contexto próximo a acontecimientos recientes en la memoria de los portugueses. Los más significativos: la crisis de 1383-1385 y la batalla de Aljubarrota (1385). El primer acontecimiento fue un golpe sucesorio «apoyado por la población campesina, comerciantes, algunos miembros de la nobleza y órdenes religiosas, principalmente franciscanos» que aseguró la subida del maestro de Avis, Juan I, al trono portugués. Este saldría fortalecido como rey de Portugal con el reconocimiento de la legitimidad de la dinastía avisina a través de la firma del Tratado de Windsor (1386), entre Portugal e Inglaterra, y de su boda con Felipa de Lancaster.
Al rey «elegido» y cercano al pueblo, Juan I, le sucedió un rey más aliado de la aristocracia, Eduardo I. El poder feudal de los hijos de Juan I aumentó y con él el predominio de la nobleza, que se había visto gravemente sacudida con la crisis de la independencia. Posteriormente se produjeron la guerra civil consecuencia de la muerte de Eduardo I, la insurrección de Lisboa contra la reina viuda Leonor de Aragón y la elección del infante Pedro por esta ciudad, y poco después por las cortes, para el cargo de defensor y regente del reino, en circunstancias muy parecidas a las que habían llevado el maestro de Avis al mismo cargo y poco después al trono en 1383-1385.
Así, Fernão Lopes entró en contacto con testimonios de los acontecimientos, siendo estos relatados en su obra de 1443, Crónica de D. João I. Puede, de esa forma, consultar a los protagonistas envueltos en la resistencia contra Castilla y en la paz firmada el año 1411 con el mismo reino, a través del Tratado de Ayllón, ratificado en 1423. Debido a esta coyuntura política y social revuelta, Fernão Lopes fue designado, por Eduardo I, para escribir las hazañas de la dinastía de Avís.

## Obra

### Antecedentes
El género de la crónica histórica hunde sus raíces en el tiempo. En la Edad Media, con el comienzo de la formación de poderosos reinos en Europa, la realeza entendió que sus virtudes y conquistas debían ser consagradas e inmortalizadas, retomando la antigua tradición de las crónicas oficiales, donde normalmente era difícil distinguir hechos de mitos y asuntos de Estado de intereses privados de la aristocracia, haciendo la narrativa histórica claramente un proyecto político, manipulando los hechos para que se creara la «verdad» más conveniente para los detentores del poder. En el siglo XIII el género estaba en auge, especialmente en Francia, donde habían comenzado la moda las «grandes crónicas (grandes chroniques), que enlazaban mediante un lenguaje retórico el origen de los reyes franceses con la mítica Troya. Según Teresa Amado, lo que se esperaba del cronista medieval se revela de forma explícita en la encomienda hecha a Lopes por Eduardo: la de «poner en crónica las historias de los antiguos reyes que antaño de Portugal fueron, así como los grandes y altos hechos del muy virtuoso y de grandes virtudes de mi señor y padre».
Al mismo tiempo, esas narrativas presentaban un modelo de conducta ideal para los nobles, basado en la ética de la caballería, del cristianismo y del amor cortés, buscando ser obras moralizadoras y didácticas. La tradición oral y la simple recopilación de datos tenían enorme peso en esa literatura de encomienda y la comprobación documental, así como un análisis verdaderamente crítico de los acontecimientos, eran aspectos poco rigurosos. El modelo francés fue influyente en los orígenes de la literatura portuguesa en general y específicamente en la obra de Fernão Lopes, así como el español por las crónicas alfonsinas y otras producciones, como las de Pedro López de Ayala, aunque Lopes, influido por los clásicos y por un contexto específico, y optando por la objetividad, verificabilidad y economía, relación avances importantes en relación con sus predecesores. En palabras de António José Saraiva:

Em Portugal chegava-se a um momento crítico. A guerra da independência, colocando face a face a velha aristocracia do sangue e os burgueses das grandes cidades, originou a derrocada dos antigos quadros sociais e deu acesso a uma nova aristocracia de interesses económicos e morais inteiramente novos. Fernão Lopes é o cronista da nova aristocracia, que ainda então se não constituíra em classe fechada, mas estava presa à revolução colectiva que lhe dera o acesso ao poder. Durante um momento parece que a nação ganha voz e consciência literária nas obras do cronista. Há entre ele e o 'povo' a quem se dirige um sincronismo muito claro. E aquela amaneirada poesia de sala, a linguagem cheia de jogos e subtilezas que se falava na corte de D. Dinis, ou os amores perfeitos dos cavaleiros andantes que entretêm a corte de D. Fernando, andam emigrados pelas cortes de Castela e Aragão. Na corte de D. Duarte, uma literatura grave, máscula e prosaica, acompanha as crônicas de Fernão Lopes. Também os costumes são outros: a gravidade conjugal sucede aos devaneios de D. Dinis e aos amores romanescos de D. Pedro e de D. Fernando
En Portugal se estaba alcanzando un momento crítico. La guerra de la independencia, que enfrentaba a la vieja aristocracia de rancio abolengo y a los burgueses de las grandes ciudades, supuso la caída de los antiguos estratos sociales y dio acceso a una nueva aristocracia de intereses económicos y morales completamente nuevos. Fernão Lopes es el cronista de la nueva aristocracia, que aunque no era una clase cerrada, sí estaba presa de la revolución colectiva que le había dado el acceso al poder. Durante un breve espacio de tiempo, parecía que la nación ganó voz y conciencia literaria en las obras del cronista. Hay entre él y el «pueblo» a quien se dirige una coincidencia muy clara. Y aquella afectada poesía de sala, el lenguaje lleno de juegos y sutilezas que se hablaba en la corte del rey Dionisio o los amores perfectos de los jinetes andantes que entretenía a la corte del rey Fernando, andan emigrados por las cortes de Castilla y Aragón. En la corte del rey Eduardo, una literatura grave, viril y prosaica acompaña las crónicas de Fernão Lopes. También las costumbres son otras: la importancia del matrimonio sucede a los devaneos del rey Dinis y a los amores novelescos de los reyes Pedro y Fernando

Como era habitual, Lopes muchas veces no se preocupó en citar sus fuentes claramente, pero entre las que más utilizó estaban la Crónica do Condestável, las obras de Pedro López de Ayala y la crónica en latín del Dr. Christophorus sobre el reinado de Juan I.

### Características generales

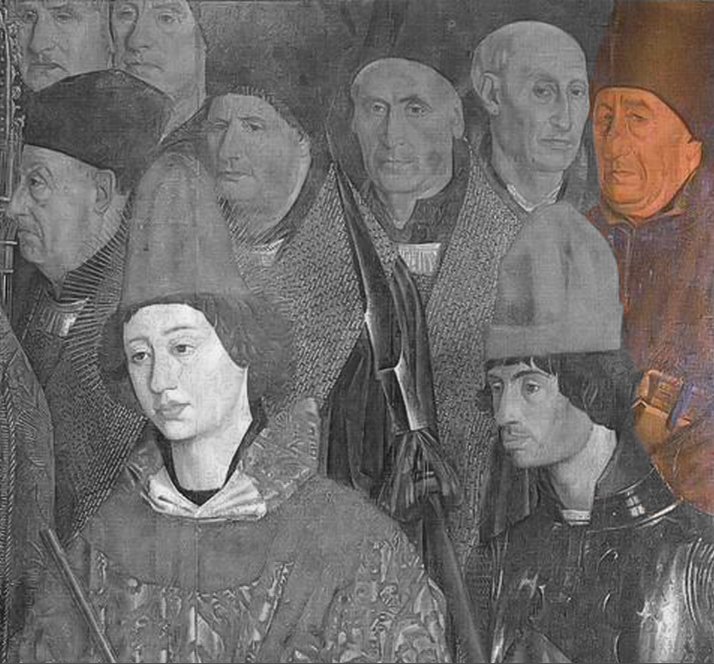
Fernão Lopes en el «Panel del Arzobispo», perteneciente a los Paneles de San Vicente, atribuidos a Nuno Gonçalves (séc. XV).

Fernão Lopes es considerado un cronista-historiador que redimensionó el género cronístico al limitar las narrativas tradicionales panegíricas. Debido a la crisis de los valores tradicionales, propiciados por la llamada «revolución de Avis», Fernão Lopes se alejó de las formas tradicionales panegíricas del género cronístico, por entender que serían insuficientes «para explicitar un nuevo orden distinto del señorial vigente", creando espacios autonómos de narrativa histórica mediante una metodología que permitiera alcanzar una «verdad desnuda». Con esa metodología Fernão Lopes "ordenó las historias» de forma cronológica, buscando una jerarquía explicativa para los acontecimientos. Como cronista asumió una posición de autoridad, de distanciamiento e independencia, atributos capaces de detectar y controlar los subjetivismos de los discursos (mundanall afeiçom) y, así, llegar a la «verdad desnuda». Estableció también una jerarquía de peso historiográfica para los hechos, evaluando lo que merecía la pena o no narrar y privilegiando la descripción de aquello que hacía la historia más ordenada y comprensible, evitando perderse en minucias y detalles que distraen. Sin embargo, más que buscar la verdad —dando para ello gran importancia al testimonio documental—, él se colocaba en la posición de intérprete privilegiado de los acontecimientos, aquel que deshacía las contradicciones entre las fuentes y esclarecía para la posteridad el verdadero sentido y propósito del encadenamiento de los hechos históricos, descartando como mentirosas, parciales o fantasiosas las versiones divergentes de la suya. En las palabras de Oscar Lopes y Saraiva: 

Como Guarda-mor da Torre do Tombo, Fernão Lopes tinha ao seu alcance os arquivos do Estado, circunstância de que soube utilizar-se, transcrevendo, resumindo e aproveitando a correspondência diplomática, as disposições legais, os capítulos das Cortes, e outra documentação que enriqueceu ainda examinando fora da Torre do Tombo: os cartórios das igrejas e lápides de sepulturas. [...] O primeiro cronista português pode, assim, ser chamado também com justiça o primeiro, em data, dos historiadores portugueses, isto é, o primeiro que, não se limitando a compilar, vai investigar os fatos nas suas fontes documentais e submete a tradição a uma análise crítica
Como guardia mayor de Torre do Tombo, Fernão Lopes tenía a su alcance los archivos del Estado, circunstancia de que supo utilizar, transcribiendo, resumiendo y aprovechando la correspondencia diplomática, las disposiciones legales, los decisiones de las Cortes y cualquier documentación que enriqueció, incluso investigando fuera de la Torre do Tombo: los archivos de las iglesias y lápidas de las sepulturas. [...] El primer cronista portugués puede ser considerado también de forma justa como el primero de los historiadores portugueses, es decir, el primero que no se limitó a recopilar, sino que investigó los hechos con sus fuentes documentales y sometió a la tradición a un análisis crítico

A pesar de haber sido designado oficialmente para realizar una historia portuguesa, su historiografía no es solo regiocéntrica. El autor, aunque utilice al rey como centro de la historia, demuestra en su narrativa gran interés por el pueblo llano, colocándolo como un importante protagonista en las transformaciones sociales de Portugal, además de trabajar de manera novedosa aspectos psicológicos, económicos y humanistas que influyen en los agentes y el rumbo de la historia. El gran espacio que concedió al pueblo en sus crónicas, muchas veces identificándose con él y considerándolo la expresión del espíritu portugués más auténtico, se refleja también en su estilo, enraizando su escritura en la expresión oral y en el universo popular. Le dio prestigio a la lengua vernácula cuando la mayoría de los textos eruditos se escribían en latín y fue un representante del «saber popular», pero ya en su época comenzaba a surgir un nuevo tipo de saber de carácter erudito-académico, humanista, universalista, de estilo clásico, del cual fue uno de los pioneros en Portugal. Sin embargo, él mismo dice que en sus páginas no se encuentra la hermosura de las palabras, sino la desnudez de la verdad. A pesar de eso, su prosa directa, ágil y llena de encanto, su capacidad de evocar escenas complejas y agitadas y de capturar la atención del lector, su comprensión del drama humano, convierten sus crónicas en una de las obras maestras de la literatura medieval portuguesa, que a pesar de la distancia de los siglos continúan aún hoy legibles, creando fascinación a legos y especialistas.

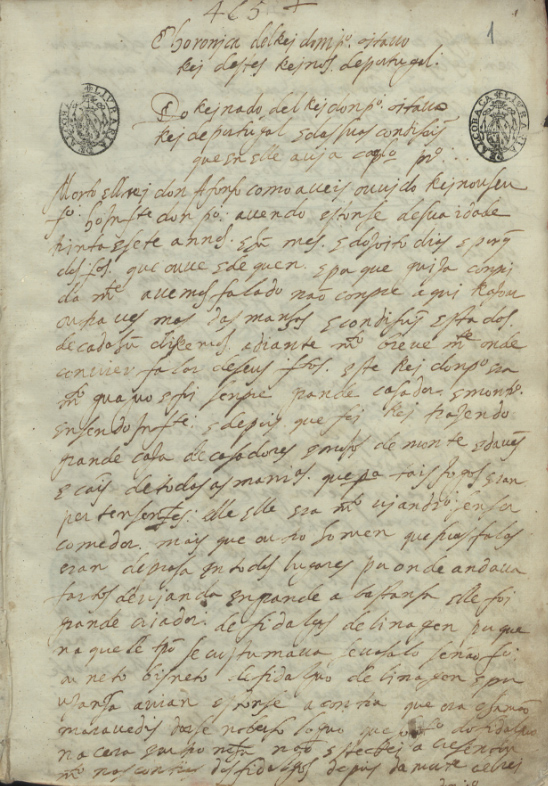
Primera página de una copia manuscrita de las Crónicas de D. Pedro I y D. Fernando.

Su compromiso más importante era con la verdad, aunque en ciertos momentos no puedo evadir cometer errores que percibió en otros. Decía que los afectos mundanos (mundanall afeiçom, una amplia categoría donde incluía las predisposiciones y condicionamientos psicológicos, sociales y políticos del ser humano) llevaban a los historiadores a dejar visiones parciales y erróneas de la historia. Él asumió la tarea de remediarlo, así como de enmendar la frecuente confusión existente entre las variadas fuentes con la pretensión de dejar la versión verdadera, limpia y definitiva de los hechos, por lo que su obra se convirtió en canónica. No obstante, el compromiso con la «verdad desnuda» tuvo que ser relativizado en varios momentos. Dominando el campo su tiempo, creó un discurso hegemónico, en buena medida comprometido con el sistema, del cual surge como un influyente legitimador y casi como un juez. Él fue un alto oficial del Reino y se esperaba de él que creara la narrativa histórica exaltando los hechos de la realeza, como era costumbre, pero tales loas, tradicionalmente largas y prolijas en las crónicas anteriores, en su obra son muy escasas, considerándolas distracciones retóricas ajenas a la tarea del buen historiador, que según él debe concentrarse en lo esencial.
También reconocía que esas loas eran muchas veces exageradas en el contenido y no solo en el lenguaje. Mencionó, por ejemplo, las carencias del maestro de Avis, a quien le atribuyó, un poco por casualidad, el gobierno de la nación, aunque en numerosos pasajes su apreciación del rey fuera simpática y hasta compasiva, entendiéndolo como una pieza más, siempre presa y limitada en varios sentidos, en el gran engranaje del destino, como todos los seres humanos. Teresa Amado apunta una interpretación vívida de su construcción del personaje real y de su visión del papel del historiador:

As numerosas situações em que se revela a sua pusilanimidade, o seu calculismo, a sua falta de eficácia na guerra e de capacidade de decisão nas ocasiões de crise, a sua displicência mal disfarçada ante os pequenos, não se incluem na história dos 'grandes feitos' nem das 'grandes virtudes'. São marcos da construção duma personagem que se vai fazendo através da escrita inquieta de Fernão Lopes, e que inclui vários outros, a completar-lhe a verossimilhança realista, como a inteireza da amizade, a camaradagem afetuosa, a pertinácia perante os desaires, a prodigalidade na distribuição das mercês. O próprio discurso do narrador passa da admiração ao enternecimento, deste à ironia, ou à censura. Em 'grandes feitos' e 'grandes virtudes', é mesmo pouco abundante a figura que dá o título à crônica [refere-se à de D. João I], em relação à qual o cronista orientou toda a preocupação de verdade para a multiplicação das características psicológicas dum homem absolutamente mediano, às vezes quase medíocre, a que o texto consegue dar uma presença extremamente real. [...] D. João terá sido depois um bom rei, mas o herói da guerra é o Condestável, tal como o herói do levantamento popular é o povo de Lisboa. O Mestre de Avis percorre esse período agitado cumprindo as funções que lhe são confiadas, com alguma dignidade, bastante cuidado em não se arriscar em demasia, e sobretudo com o grande mérito de ter sabido escolher os seus auxiliares mais próximos, João das Regras e Nun'Álvares, nomeadamente. No entanto, se a grandeza não caracteriza a personagem de D. João I na Crônica, nenhuma outra é nela mais viva nem mais verdadeira, gozando de uma relação absolutamente privilegiada com o autor, que tanto absorve o sentimento popular pelo rei que era 'tam amado do povo', como o analisa com o seu sólido bom-senso e a sua lucidez plebeia.
Las numerosas situaciones en que se revela su falta de valor, su mente calculadora, su falta de eficacia en la guerra y de capacidad de decisión en las situaciones de crisis, su displicencia mal disimulada ante los inferiores, no se incluyen en la historia de los «grandes hechos» ni de las «grandes virtudes». Son marcas de la construcción de un personaje que se va realizando mediante la escritura inquieta de Fernão Lopes y que incluye muchos otros que completan tanto la verosimilitud realista, como la entereza de la amistad, la camaradería afectuosa, la perseverancia ante los desaires, la profusión en la distribución de mercedes. El propio discurso del narrador pasa de la admiración al enternecimento, de este a la ironía, o a la censura. En «grandes hechos» y «grandes virtudes», es poco importante la figura que da título a la crónica [se refiere a la de Juan I], en relación a la cual el cronista dirigió toda la preocupación de verdad a la multiplicidad de las características psicológicas de un hombre completamente normal, a veces casi mediocre, a quien el texto consigue dar una presencia extremadamente real. [...] Juan I habrá sido después un buen rey, pero el héroe de la guerra es el condestable, así como el héroe del levantamiento popular es el pueblo de Lisboa. El maestro de Avis recorre ese periodo agitado cumpliendo las funciones que le son confiadas, con alguna dignidad, bastante cuidado en no arriesgarse en demasía y, sobre todo, con el gran mérito de haber sabido escoger sus ayudantes más cercanos, João das Reglas y Nun'Álvares, para ser más exacto. Sin embargo, si la «grandeza» no caracteriza al personaje de Juan I en la crónica, ninguna otra es en ella más viva ni más «verdadera», gozando de una relación absolutamente privilegiada con el autor, que tanto se empapa del sentimiento popular por el rey que era «tan amado por el pueblo», como lo analiza con su sólido sentido común y su lucidez plebeya.

También hay pasajes en los que describe el código de ética ideal de los caballeros y cortesanos, aprovechando para hacer una crítica a los vicios de la aristocracia, señalando su vanidad, su envidia, su avaricia y su gula. Su descripción de la historia estaba teñida, también, de un claro posicionamiento político y social y de un propósito moralizante. Como observó Teresa Amado, su «fracaso» esencial a la hora de establecer una narrativa «verdadera» y la contradicción existente entre su teoría y su práctica, puede comprobarse observando aquello que los documentos pueden efectivamente atestiguar sin duda y la narrativa que dejó: «Si seleccionáramos los hechos comprobables, no tendríamos la crónica, sino una corta lista de nombres, fechas, parentescos, algunos acontecimientos públicos». Justamente porque él fue como los demás, sucumbió a los desvíos inevitables provocados por los «afectos mundanos», aunque insistiera repetidas veces en su propia independencia.
A pesar de la parcialidad inevitable en todo historiador, de la cual tanto pretendió —sin éxito— estar exento, en su obra consiguió un control mucho mayor sobre las variables que el de sus predecesores, lo cual es una hazaña historiográfica y un gran avance tanto en términos de metodología como de credibilidad. Para Alessandra Moreira Magalhães, Fernão Lopes es testigo «de un periodo de transición política y de afirmación de la nacionalidad y sabe, como nadie, traer esto hasta nuestros días y colocar ante nuestros ojos los acontecimientos que desencadenaron incontables transformaciones sociales en Portugal y en el mundo. [...] No importa tanto si la palabra de Fernão Lopes es histórica o literaria, importa que permaneció. Fue a partir de ella cuando empezó a forjarse la idea de una nacionalidad, de una identidad colectiva "realmente portuguesa». Para Teresa Amado sus crónicas "son atípicas tanto por la novedad que exhiben de cara a la evolución que las precede como por el talento y por la inteligencia y la sutileza de la comprensión que no se reprodujeron en los cronistas que se le siguieron".

### Método
Fernão Lopes entiende que el afecto es inherente a la condición humana y que escapa al control racional. Así, considera que las pasiones y ciertas influencias y predisposiciones psicológicas y sociales del narrador modifican la narrativa, lo que implicaría una dificultad de llegar a la verdad. De ahí, la necesidad del cronista-historiador de controlar los «afectos mundanos» con el fin de garantizar la autonomía del discurso histórico, separando los deseos e intereses particulares. De esta forma, comprende que los atributos del cronista deben ser la independencia y la autoridad.
Aun infiriendo que los «afectos mundanos» afectan a todos los hombres, Fernão Lopes entiende que estos cambian según los grupos sociales en diferentes niveles de subjetividad. Así, analiza los «afectos mundanos» en dos grupos: los de orden señorial, más próximos al rey; y los más alejados del orden señorial y del rey. En el primer grupo, estos se caracterizarían por los valores tradicionales propios del servilismo al rey y del panegírico, confiriendo una parcialidad y un artificialismo que podrían conllevar un falseamiento de la realidad. En cuanto a los individuos del segundo grupo (los más alejados del rey), serían los portadores de la «desnuda verdad», pues los «afectos mundanos» de estos corresponderían a los lazos de afecto y pasiones naturales del hombre y, por lo tanto, desconectados del artificialismo y ceremonias del servilismo. No obstante, Fernão Lopes comprende que el discurso necesitaría de un tratamiento adecuado a la verdad textual conferida por el cronista debido a su posición de autoridad, distanciamiento e independencia.
Así, se puede decir que Fernão Lopes como cronista tenía una preocupación de una construcción textual comprometida con la «verdad desnuda». Para ello, estableció una metodología de escritura de la historia en la que controlaba la subjetividad delos «afectos mundanos» —mediante su autoridad, distanciamiento e independencia— cerceando la retórica tradicional basada en el estilo laudatorio (discursos de enaltecimiento del monarca) para entonces «ordenar las historias» conservando el espacio de autonomía del discurso histórico. De esta forma, Fernão Lopes, no solo ordenaba las «historias» cronológicamente, sino también creaba una jerarquía explicativa para los acontecimientos. Puede entenderse que Fernão Lopes buscaba un equilibrio entre el discurso propiamente histórico y el discurso panegírico. Así, aun cuando el cronista necesitaba utilizar el discurso panegírico, él lo hacía solo para cumplir una necesidad formal (decoro), optando por una loa pequeña y breve para no comprometer su obligación de mostrar la «verdad desnuda».
Su proyecto de historia fue innovador asimismo porque reconoció que la «versión oficial» siempre era una creación arbitraria, una narrativa, una ficción construida sobre hechos. Al aceptar la incertidumbre como un elemento integral de la tradición historiográfica —no por estar de acuerdo, sino porque quería suprimirla— y porque se arroga el derecho de cuestionar y corregir esa tradición e, incluso, de criticar a los poderosos —una gran osadía en la época — abre camino en Portugal para un método más científico de tratamiento de la Historia. Amado añade: «La parte más importante de su concepción del trabajo del historiador no es lo relacionado con la investigación previa [...], por muy original para el tiempo e indispensable que esta sea; es la práctica, constante en toda su crónica, de la Historia como una escritura».